# Клецани
Клецани (чеш. Klecany) град је у Чешкој Републици. Град се налази у управној јединици Средњочешки крај, у оквиру којег припада округу Праг-исток.

## Становништво
Према подацима о броју становника из 2014. године град је имао 3.101 становника.